# Экономика Руанды
Экономика Руанды — в Руанде смешанная экономика. Страна занимает 140-е место в мире по объему номинального ВВП.

## Сельское хозяйство
В сельском хозяйстве занято 90 % трудоспособного населения (2000), оно даёт 32 % ВВП (2015). Для земледелия пригодно 44 % территории, ещё столько же пригодно для ведения животноводства. Для внутреннего потребления выращивают картофель (1,3 млн т), батат (885 тыс. т), маниок (781 тыс. т), кукуруза (97 тыс. т). Из технических культур выращивают кофе (22,5 тыс. т), табак (3,8 тыс. т), чай (15 тыс. т, 18 место в мире). Леса занимают 12 % территории, древесина используется исключительно как топливо.

Преобладает мелкое землевладение (точнее долгосрочная аренда, так как вся земля принадлежит государству, а физические лица и организации могут только её арендовать на срок 50 — 99 лет). В 2005 году новый закон освободил сельскохозяйственные земли от налога, запретил делить участки в 1 гектар и менее, а также ограничил максимальное землевладение 25 гектарами. Механизация сельского хозяйства незначительная: в 1970 году в Руанде было 55 тракторов, в 2005 году — 90. За 1990—2009 годы резко возросло производство картофеля (с 280 до 1287 тысяч тонн), риса (с 10 до 95 тысяч тонн), чая (с 2 до 21 тысячи тонн), коровьего молока (с 88 до 335 тысяч тонн). При этом в 1990—2009 годы резко уменьшилось поголовье коз (с 1090 тысяч до менее чем 3 тысяч), овец (с 390 тысяч до 75 тысяч), зато значительно возросло поголовье крупного рогатого скота и свиней.

## Рыболовство и рыбоводство
На постоянной основе рыболовством занимались главным образом кооперативы. Вылов рыбы постепенно увеличивается: в 1992 году он составил 5,5 тысяч тонн, а в 2009 году 14,1 тысячу тонн.

## Промышленность
В промышленности занято 10 % трудоспособного населения, оно даёт 14 % ВВП. Руанда бедна полезными ископаемыми, и потому доля горнодобывающей промышленности невелика. Ведется добыча касситерита (2000 тонн в 1980 году, 456 тонн в 2007 году), вольфрама, колтана, а также природного газа (1,75 млн м3 в 2007 году). Обрабатывающая промышленность представлена в основном предприятиями по обработке сельскохозяйственного сырья, производством красок, цемента, обуви. За последние годы наблюдались успехи в производстве сахара: оно выросло с 2 тысяч тонн (1990 год) до 15 тысяч тонн (2009 год).
В 2019 году компания Mara Phones из Руанды начала производство первого в Африке смартфона собственной разработки. Завод обошёлся в $24 млн. Ранее сборка смартфонов происходила в других странах Африки — Алжире, Египте, Эфиопии и ЮАР. Первые экспортные поставки смартфонов Mara предполагается наладить в Анголу и Конго. Выпуск смартфона знаменует переход Руанды к производству товаров с применением передовых технологий. В будущем Руанда намерена превратиться в региональный технологический центр.

## Транспорт
Аэропорты
- всего — 7 (2013)[4], в том числе:
  - с твёрдым покрытием — 4
  - без твёрдого покрытия — 3

Автомобильные дороги
- всего — 14008 км, в том числе:
  - с твёрдым покрытием — 2662 км
  - без твёрдого покрытия — 11346 км

## Торговля
- Экспорт: $726,1 млн (2015 год)[4]
- Статьи экспорта: кофе, чай, кожевенное сырьё
- Партнёры по экспорту: Китай 18,7 %, ДРК 16,1 %, Малайзия 10,3 %, Таиланд 8,6 %, США 8,2 %, Свазиленд 6,4 %, Германия 5,8 %, Пакистан 5 % (2014)
- Импорт: $1,913 млрд (2015 год)[4]
- Статьи импорта: продовольствие, машины и оборудование, сталь, топливо, цемент и строительные материалы
- Партнёры по импорту: Уганда 15,6 %, Кения 11,8 %, Индия 9,8 %, Китай 8,3 %, ОАЭ 8,3 %, Танзания 5 %, Бельгия 5 % (2014)